# Giromaat

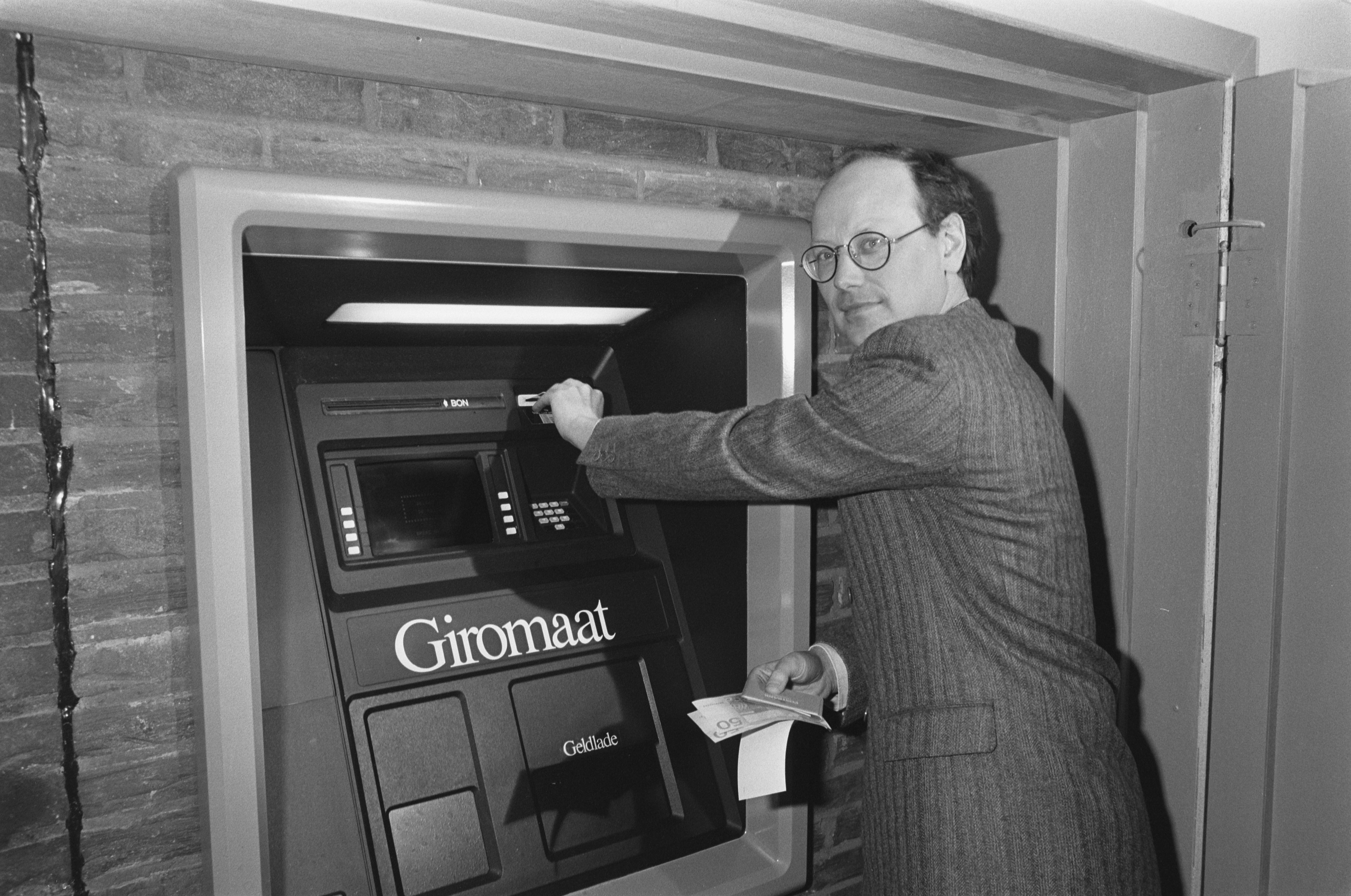
Eerste giromaat in Amsterdam in gebruik gesteld; wethouder Etty bij eerste giromaat

De giromaat was de geldautomaat van de Postbank tussen 1986 en 1998.
Op 17 juni 1986 werd de eerste Giromaat van de Postbank N.V., een geldautomaat van Diebold onder Philipslabel, op het postkantoor in Tilburg operationeel. Ruim acht maanden eerder, op 4 november 1985 was door Neelie Kroes, minister van V&W, op het Aral-benzinestation in Geldrop de eerste betaalautomaat, ontwikkeld door Philips, officieel in gebruik genomen.
De Postbank besloot in 1986 met grote voortvarendheid het aantal geldautomaten uit te breiden. De Giromaat van deze bank kon alleen worden gebruikt worden door eigen rekeninghouders, die geen gebruik konden maken van de automaten van andere banken.